# Virtus Pallacanestro Bologna 2013-2014
Questa voce raccoglie le informazioni riguardanti la Virtus Pallacanestro Bologna nelle competizioni ufficiali della stagione 2013-2014.

## Verdetti stagionali
Competizioni nazionali
- Serie A:

stagione regolare: 13º posto su 16 squadre (11-19);

## Stagione

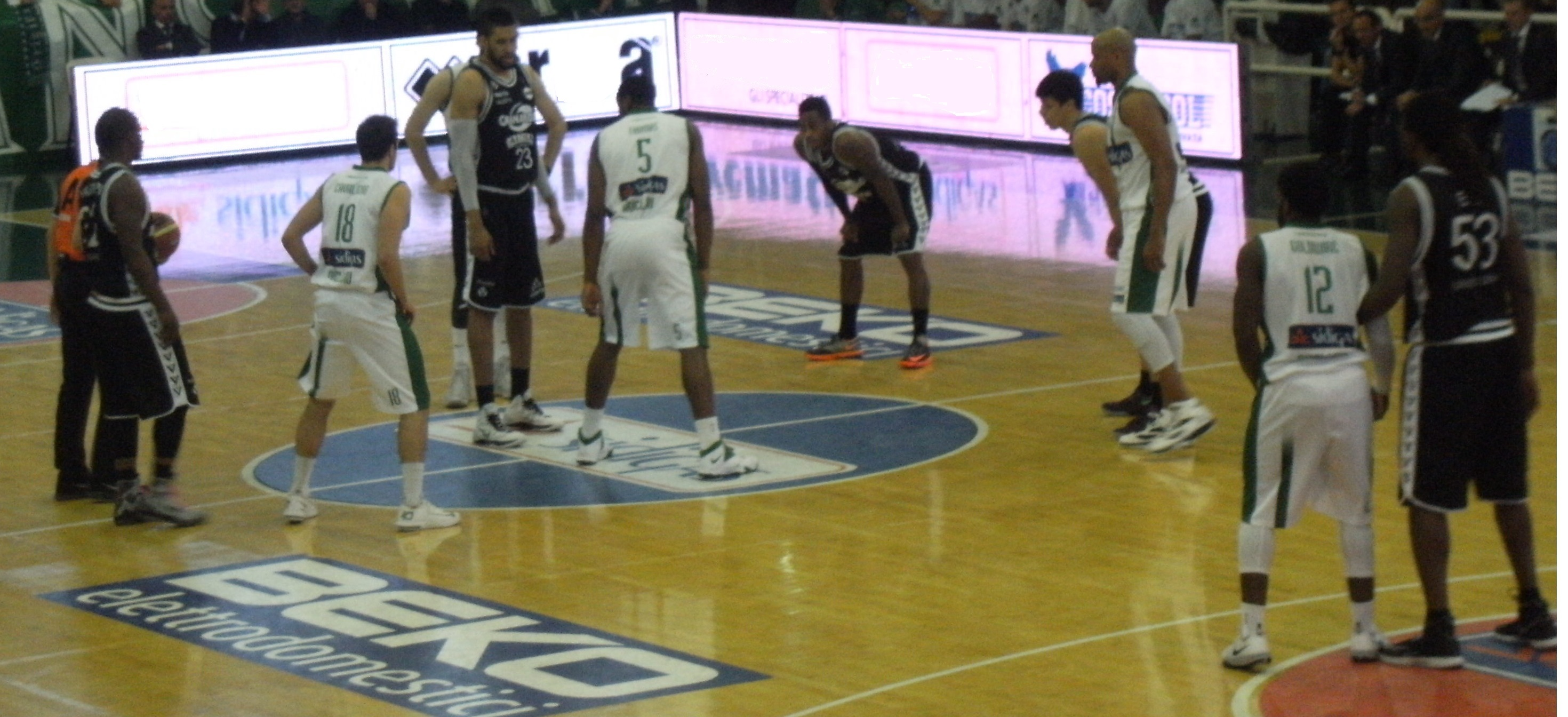
Fase di gioco dell'incontro Avellino-Bologna

La stagione 2013-2014 della Virtus Pallacanestro Bologna, sponsorizzata Granarolo, è la 76ª in Serie A.
Per la composizione del roster si decise di cambiare formula, passando a quella con 7 giocatori stranieri di cui massimo 3 non appartenenti a Paesi appartenenti FIBA Europe o alla convenzione di Cotonou.
La nuova stagione parte dalla riconferma di Viktor Gaddefors, Simone Fontecchio, Aristide Landi e di Matteo Imbrò, a cui vengono dati i gradi di capitano, mentre, rispetto alla stagione scorsa, non ci sono più Richard Mason Rocca andato all'Aurora Jesi, Angelo Gigli trasferitosi all'Olimpia Milano, Jacob Pullen andato a giocare in Spagna, Riccardo Moraschini trasferitosi alla Virtus Roma, Jakub Parzeński tornato in Polonia, Steven Smith, Danilo Anđušić e Giuseppe Poeta che, pur avendo ancora un anno di contratto, non rientra più nei piani della società.

I volti nuovi sono il centro Shawn King e l'ala piccola Matt Walsh, entrambi statunitensi, la guardia, anch'essa statunitense, ma di passaporto congolese Dwight Hardy e l'ala grande australiana Brock Motum.
La stagione inizia ufficialmente il 26 agosto con il raduno del roster per il primo allenamento stagionale alla Unipol Arena.

Il primo incontro di pre-season viene disputato a Bologna alla Palestra Porelli il 7 settembre: si è trattato di uno incontro a porte chiuse contro la Pall. Lucca.

Il 28 agosto viene tesserata la combo-guard statunitense Casper Ware.

Il 13 e 14 settembre partecipa a Jesolo al 1º Trofeo Internazionale Città di Jesolo: la prima semifinale ha visto prevalere la Virtus sui croati del Cibona Zagabria 92-85, mentre nell'altro incontro la Pall. Varese è stata sconfitta dalla Reyer Venezia 84-92 che si aggiudica il torneo sconfiggendo nella finale la squadra emiliana 91-72 (la finalina ha visto la vittoria della Pall. Varese sulla squadra croata 86-74).

Il 16 settembre viene tesserato il centro giamaicano Jerome Jordan.

Il 17 settembre viene sconfitta dal CSKA Mosca 59-75 in una amichevole disputata a Lizzano in Belvedere.

Il 20 e 21 settembre partecipa a Pesaro all'Euro Hoop Series sconfiggendo il CSKA Mosca 76-74, ma venendo sconfitta in finale dal Barcellona 87-86 che, a sua volta, aveva battuto nella sua semifinale la VL Pesaro; il 3º posto se lo aggiudica la squadra di casa che ha sconfitto la squadra russa 81-72.

Il 28 e 29 settembre partecipa a Porto Sant'Elpidio al 4º Torneo della Calzatura dove viene sconfitta in semifinale dalla Sutor Montegranaro 83-70, ma vince la finalina contro la Scandone Avellino 89-67 che a sua volta era stata battuta dalla Vuelle Pesaro 86-95. Il torneo se lo è aggiudicato quest'ultima che ha battuto in finale la Sutor 77-76.

La squadra viene presentata il 2 ottobre in occasione del Memorial Porelli contro la Pall. Cantù che vince l'incontro 74-58.

Il 30 settembre la società comunica di avere risolto a proprio favore la compartecipazione cona la Mens Sana Siena di Aristide Landi.

Il 5 ottobre sconfigge la JuveCaserta 68-65, mentre il 6 ottobre, a Mirandola, viene battuta dalla Pall. Reggiana 46-65 in una amichevole pro-terremotati.
Il 27 gennaio 2014 viene ufficializzato l'accordo con Giorgio Valli, che prende il posto dell'esonerato Luca Bechi.
Il 4 febbraio viene reso noto l'accordo con l'ala-centro nigeriana Ndudi Ebi.
Il 18 febbraio viene reso noto il prestito di Corrado Bianconi alla Andrea Costa.
Il 28 febbraio la società comunica la cessione in prestito di Aristide Landi alla Fortitudo Bologna.
Il 10 marzo viene comunicata la rescissione consensuale del contratto con il play-guardia Casper Ware; per rimpiazzarlo viene tesserato, il 14 marzo, lo statunitense Willie Warren.

## Roster
| Granarolo Bologna 2013-14 | Granarolo Bologna 2013-14 |
| Giocatori                 | Staff tecnico             |
| ------------------------- | ------------------------- |

| N. | Naz.                                                                | Ruolo | Nome                | Anno | Alt.   | Peso   |  |
| -- | ------------------------------------------------------------------- | ----- | ------------------- | ---- | ------ | ------ |  |
| 6  | Svezia (bandiera)                                                   | A     | Viktor Gaddefors    | 1992 | 201 cm | 91 kg  |  |
| 7  | Stati Uniti (bandiera) · Rep. del Congo (bandiera)                  | G     | Dwight Hardy        | 1986 | 186 cm | 89 kg  |  |
| 11 | Australia (bandiera)                                                | AG    | Brock Motum         | 1990 | 207 cm | 111 kg |  |
| 12 | Italia (bandiera)                                                   | P     | Matteo Imbrò (C)    | 1994 | 189 cm | 82 kg  |  |
| 13 | Italia (bandiera)                                                   | A     | Simone Fontecchio   | 1995 | 199 cm | 91 kg  |  |
| 14 | Italia (bandiera)                                                   | G     | Federico Guazzaloca | 1994 | 187 cm | 72 kg  |  |
| 15 | Italia (bandiera)                                                   | C     | Aristide Landi      | 1994 | 203 cm | 103 kg |  |
| 19 | Italia (bandiera)                                                   | G     | Matteo Negri        | 1991 | 194 cm | 83 kg  |  |
| 21 | Italia (bandiera)                                                   | AG    | Giulio Gazzotti     | 1991 | 201 cm | 94 kg  |  |
| 22 | Stati Uniti (bandiera)                                              | PG    | Casper Ware         | 1990 | 178 cm | 79 kg  |  |
| 23 | Giamaica (bandiera)                                                 | C     | Jerome Jordan       | 1986 | 215 cm | 100 kg |  |
| 24 | Italia (bandiera)                                                   | AG    | Corrado Bianconi    | 1994 | 202 cm | 93 kg  |  |
| 32 | Stati Uniti (bandiera)                                              | PG    | Willie Warren       | 1989 | 193 cm | 92 kg  |  |
| 33 | Trinidad e Tobago (bandiera) · Saint Vincent e Grenadine (bandiera) | C     | Shawn King          | 1982 | 207 cm | 100 kg |  |
| 44 | Stati Uniti (bandiera)                                              | GA    | Matt Walsh          | 1982 | 197 cm | 93 kg  |  |
| 53 | Nigeria (bandiera) · Regno Unito (bandiera)                         | AG    | Ndudi Ebi           | 1984 | 207 cm | 100 kg |  |
| -  | Italia (bandiera)                                                   | AC    | Giovanni Allodi     | 1994 | 200 cm |        |  |
| -  | Italia (bandiera)                                                   | A     | Gabriele Benetti    | 1995 | 198 cm | 91 kg  |  |
| -  | Italia (bandiera)                                                   | A     | Tommaso Bonanno     | 1997 | 190 cm | 67 kg  |  |
| -  | Italia (bandiera)                                                   | AG    | Matteo Cempini      | 1996 | 199 cm | 91 kg  |  |
| -  | Italia (bandiera)                                                   | A     | Gianmarco Ebeling   | 1996 | 189 cm | 84 kg  |  |
| -  | Italia (bandiera)                                                   | A     | Matteo Ghiacci      | 1995 | 198 cm | 78 kg  |  |
| -  | Italia (bandiera)                                                   | G     | Giacomo Luppi       | 1995 | 184 cm | 74 kg  |  |
| -  | Italia (bandiera)                                                   | G     | Davide Morisi       | 1995 | 186 cm | 77 kg  |  |
| -  | Rep. Ceca (bandiera)                                                | AC    | Adam Pecháček       | 1995 | 207 cm | 105 kg |  |
| -  | Italia (bandiera)                                                   | G     | Michele Sitta       | 1997 | 181 cm | 70 kg  |  |
| -  | Italia (bandiera)                                                   | P     | Andrea Tassinari    | 1996 | 182 cm | 71 kg  |  |
| -  | Italia (bandiera)                                                   | P     | Filippo Tinti       | 1995 | 172 cm | 68 kg  |  |
|    | Italia (bandiera)                                                   | P     | Giuseppe Poeta (IN) | 1985 | 190 cm | 81 kg  |  |

| Allenatore                                                                              |
| - Luca Bechi (fino al 27 gennaio) - Giorgio Valli (dal 27 gennaio)                      |
| Assistente/i                                                                            |
| - Daniele Cavicchi - Christian Fedrigo - Guido Martinolli Legenda - (C) Capitano Roster |

### Staff tecnico e dirigenziale
- Allenatore: Giorgio Valli (dal 27 gennaio)
- Allenatore: Luca Bechi (fino al 27 gennaio)
- Vice allenatore: Daniele Cavicchi
- Vice Allenatore: Christian Fedrigo
- Assistente Allenatore: Guido Martinolli
- Preparatore Atletico: Luigi Talamanca
- Medico: Gianpaolo Amato
- Ortopedico: Alessandro Lelli
- Fisioterapista: Andrea Nobili
- Fisioterapista: Iacopo Marzocchi

- Presidente: Renato Villalta
- Vicepresidente: Alberto Marchesini
- Amministratore Delegato: Piergiorgio Bottai
- Direttore Sportivo: Bruno Arrigoni
- Team Manager: Gianluca Berti
- Projects Manager: Luigi Terrieri
- Relazioni esterne e addetto stampa: Marco Tarozzi
- Addetto stampa: Alessandro Cillario
- Segreteria: Rosa Festa
- Resp.le Sito internet: Alessandro Cillario
- Responsabile statistiche Lega: Christian Negro
- Responsabile Settore Giovanile: Giordano Consolini
- Resp.le Org.vo Settore Giovanile: Alessandro Pasi

## Mercato

### Sessione estiva
| Arrivi | Arrivi              | Arrivi            | Arrivi        |
| R      | Nome                | da                | Modalità      |
| ------ | ------------------- | ----------------- | ------------- |
| G      | Dwight Hardy        | Barcellona        | definitivo    |
| C      | Shawn King          | Nancy             | definitivo    |
| A      | Brock Motum         | Wash. St. Cougars | definitivo    |
| AP     | Matt Walsh          | Bamberger         | definitivo    |
| PG     | Casper Ware         | Junior Casale     | definitivo    |
| C      | Jerome Jordan       | TNT Tropang 5G    | definitivo    |
| AG     | Corrado Bianconi    | Virtus Siena      | definitivo    |
| G      | Matteo Negri        | Pall. Lucca       | fine prestito |
| AG     | Giulio Gazzotti     | Kleb Ferrara      | fine prestito |
| AC     | Filippo Baldi Rossi | PMS Torino        | fine prestito |

| Partenze | Partenze            | Partenze          | Partenze       |
| R        | Nome                | a                 | Modalità       |
| -------- | ------------------- | ----------------- | -------------- |
| C        | Richard Mason Rocca | Jesi Academy      | fine contratto |
| C        | Angelo Gigli        | Olimpia Milano    | fine contratto |
| P        | Jacob Pullen        | Barcellona        | fine contratto |
| G        | Riccardo Moraschini | Virtus Roma       | fine contratto |
| AC       | Jakub Parzeński     | Śląsk Breslavia   | fine contratto |
| G        | Danilo Anđušić      | Valladolid        | prestito       |
| G        | Kenny Hasbrouck     | Mersin BŞB        | fine contratto |
| AC       | Steven Smith        | Austin Toros      | fine contratto |
| P        | Gherardo Sabatini   | Fortitudo Bologna | fine contratto |
| AC       | Filippo Baldi Rossi | Aquila Trento     | prestito       |

### Dopo l'inizio della stagione
| Acquisti | Acquisti      | Acquisti      | Acquisti         | Acquisti   |
| R.       | Nome          | da            | data             | Modalità   |
| -------- | ------------- | ------------- | ---------------- | ---------- |
| ALL      | Giorgio Valli | Free agent    | 27 gennaio 2014  | definitivo |
| AC       | Ndudi Ebi     | Bnei HaSharon | 13 febbraio 2014 | definitivo |
| PG       | Willie Warren | Szolnoki Olaj | 14 marzo 2014    | definitivo |

| Cessioni | Cessioni         | Cessioni           | Cessioni         | Cessioni                  |
| R.       | Nome             | a                  | data             | Modalità                  |
| -------- | ---------------- | ------------------ | ---------------- | ------------------------- |
| P        | Giuseppe Poeta   | Free agent         | 29 novembre 2013 | risoluzione del contratto |
| ALL      | Luca Bechi       | Free agent         | 27 gennaio 2014  | rescissione               |
| AG       | Corrado Bianconi | A. Costa Imola     | 18 febbraio 2014 | prestito                  |
| C        | Aristide Landi   | Fortitudo Bologna  | 28 febbraio 2014 | prestito                  |
| PG       | Casper Ware      | Philadelphia 76ers | 12 marzo 2014    | rescissione               |

## Risultati

### Serie A

#### Regular season

##### Girone di andata
| Arbitri: | E. Caiazza (Arzano) L. Weidmann (Campobasso) G. Mattioli (Pesaro) |

|                                |            |                                        |
| Hardy 24 Walsh 19 Gaddefors 14 | Punti      | 20 D. Diener 16 B. Sacchetti 16 Thomas |
| Ware 6                         | Assist     | 2 Green, Johnson                       |
| Jordan 10                      | Rimbalzi   | 7 Thomas                               |
| Luca Bechi                     | Allenatori | Romeo Sacchetti                        |

| Cremona 20 ottobre 2013, ore 18:15 UTC+2 2ª giornata | Vanoli Cremona | 82 – 87 | Virtus Bologna | PalaRadi |

| Siena 28 ottobre 2013, ore 20:30 UTC+1 3ª giornata | Mens Sana Siena | 89 – 65 | Virtus Bologna | PalaEstra |

| Casalecchio di Reno 3 novembre 2013, ore 18:15 UTC+1 4ª giornata | Virtus Bologna | 96 – 73 | Sutor Montegranaro | Unipol Arena |

| Casalecchio di Reno 10 novembre 2013, ore 18:15 UTC+1 5ª giornata | Virtus Bologna | 79 – 71 | Olimpia Milano | Unipol Arena |

| Roma 17 novembre 2013, ore 18:15 UTC+1 6ª giornata | Virtus Roma | 81 – 89 | Virtus Bologna | Palazzetto dello Sport |

| Casalecchio di Reno 24 novembre 2013, ore 18:15 UTC+1 7ª giornata | Virtus Bologna | 80 – 87 | Reyer Venezia | Unipol Arena |

| Reggio nell'Emilia 1º dicembre 2013, ore 18:15 UTC+1 8ª giornata | Pall. Reggiana | 86 – 76 | Virtus Bologna | PalaBigi |

| Casalecchio di Reno 8 dicembre , ore 18:15 UTC+1 9ª giornata | Virtus Bologna | 84 – 79 | N.B. Brindisi | Unipol Arena |

| Castel Morrone 15 dicembre 2013, ore 18:15 UTC+1 10ª giornata | Juvecaserta | 65 – 57 | Virtus Bologna | PalaMaggiò |

| Casalecchio di Reno 22 dicembre 2013, ore 18:15 11ª giornata | Virtus Bologna | 74 – 78 | Scandone Avellino | Unipol Arena |

| Masnago 26 dicembre 2013, ore 18:15 UTC+1 12ª giornata | Pall. Varese | 98 – 89 | Virtus Bologna | PalaWhirlpool |

| Casalecchio di Reno 29 dicembre 2013, ore 18:15 UTC+1 13ª giornata | Virtus Bologna | 75 – 65 | V.L. Pesaro | Unipol Arena |

| Pistoia 5 gennaio 2013, ore 18:15 UTC+1 14ª giornata | Pistoia Basket | 80 – 79 | Virtus Bologna | PalaCarrara |

| Casalecchio di Reno 12 gennaio 2013, ore 18:15 UTC+1 15ª giornata | Virtus Bologna | 69 – 78 | Pall. Cantù | Unipol Arena |

##### Girone di ritorno
| Sassari 19 gennaio 2014, ore 18:15 UTC+1 1ª giornata | Dinamo Sassari | 90 – 87 | Virtus Bologna | PalaSerradimigni |

| Casalecchio di Reno 26 gennaio 2014, ore 18:15 UTC+1 2ª giornata | Virtus Bologna | 85 – 90 | Vanoli Cremona | Unipol Arena |

| Casalecchio di Reno 2 febbraio 2014, ore 18:15 UTC+1 3ª giornata | Virtus Bologna | 57 – 54 | Mens Sana Siena | Unipol Arena |

| Porto San Giorgio 16 febbraio 2014, ore 18:15 UTC+1 4ª giornata | Sutor Montegranaro | 86 – 84 | Virtus Bologna | PalaSavelli |

| Assago 23 febbraio 2014, ore 18:15 UTC+1 5ª giornata | Olimpia Milano | 89 – 66 | Virtus Bologna | Mediolanum Forum |

| Casalecchio di Reno 2 marzo 2014, ore 18:15 UTC+1 6ª giornata | Virtus Bologna | 85 – 89 | Virtus Roma | Unipol Arena |

| Mestre 9 marzo 2014, ore 18:15 UTC+1 7ª giornata | Reyer Venezia | 82 – 74 | Virtus Bologna | Palasport Taliercio |

| Casalecchio di Reno 16 marzo 2014, ore 18:15 UTC+1 8ª giornata | Virtus Bologna | 70 – 71 | Pall. Reggiana | Unipol Arena |

| Brindisi 23 marzo 2014, ore 18:15 UTC+1 9ª giornata | N.B. Brindisi | 68 – 77 | Virtus Bologna | PalaPentassuglia |

| Casalecchio di Reno 30 marzo 2014, ore 18:15 UTC+2 10ª giornata | Virtus Bologna | 74 – 66 | Juvecaserta | Unipol Arena |

| Arbitri: | Lorenzo Baldini (Firenze) Carmelo Lo Guzzo (Pisa) Evangelista Caiazza (Arzano) |

|                              |            |                             |
| Hayes 23 Ivanov 13 Thomas 12 | Punti      | 16 Jordan 15 Walsh 14 Hardy |
| Cavaliero 9                  | Assist     | 8 Warren                    |
| Ivanov 12                    | Rimbalzi   | 7 Ebi, Walsh                |
| Francesco Vitucci            | Allenatori | Giorgio Valli               |

| Casalecchio di Reno 19 aprile 2014, ore 18:15 UTC+2 12ª giornata | Virtus Bologna | 77 – 78 | Pall. Varese | Unipol Arena |

| Pesaro 27 aprile 2014, ore 18:15 UTC+2 13ª giornata | V.L. Pesaro | 79 – 78 | Virtus Bologna | Adriatic Arena |

| Casalecchio di Reno 4 maggio 2014, ore 18:15 UTC+2 14ª giornata | Virtus Bologna | 70 – 77 | Pistoia Basket | Unipol Arena |

| Cucciago 11 maggio 2014, ore 18:15 UTC+2 15ª giornata | Pall. Cantù | 85 – 74 | Virtus Bologna | NGC Arena |